# Draft WNBA 2021
2020 2022
La draft WNBA 2021 est la cérémonie annuelle de la draft WNBA lors de laquelle les franchises de la WNBA choisissent les joueuses dont elles pourront négocier les droits d’engagement. Les joueuses disputant leur première saison professionnelle sont appelées rookies.
Le choix s'opère dans un ordre déterminé par le classement de la saison précédente, les équipes les plus mal classées sur les deux dernières saisons obtenant les premiers choix. Sont éligibles les joueuses américaines ou scolarisées aux États-Unis allant avoir 22 ans dans l'année calendaire de la draft, ou diplômées ou ayant entamé des études universitaires quatre ans auparavant. Les joueuses « internationales » (ni nées ni ne résidant aux États-Unis) sont éligibles si elles atteignent 20 ans dans l'année suivant la draft.
Sixième choix, Michaela Onyenwere est élue Rookie de l'année après avoir remporté tous les titres de Rookie du mois. Cependant ses statistiques (8,6 points et 2,9 rebonds) baissent au fil de la saison et elle est la première joueuse depuis la meneuse Temeka Johnson en 2005 à ne pas être au moins 10 points de moyenne, faisant de 2021 une des classes de draft les plus faibles

## Règles d'éligibilité
En vertu de la convention collective actuelle (CBA) entre la WNBA et son syndicat de joueuses, l'éligibilité à la draft pour les joueuses non définis comme "internationaux" exige que ce qui suit soit:
- Le 22e anniversaire de la joueuse tombe pendant l'année civile de la draft. Pour cet draft, la date limite de naissance est le 31 décembre 2001.
- Elle doit avoir :
  - Terminé son admissibilité à l'université;
  - Obtenu un diplôme de premier cycle ou doit le recevoir dans les trois mois après la draft;
  - Etre retiré d’au moins 4 ans de l’obtention du diplôme d’études secondaires.

Une joueuse qui doit obtenir son diplôme de premier cycle dans les 3 mois suivant la date de la draft et qui est plus jeune que l’âge limite, n’est admissible que si l’année civile de la draft n’est pas antérieure à la quatrième année après l’obtention de son diplôme d’études secondaires.
Les joueuses dont l’admissibilité au collège est maintenue et qui atteignent l’âge limite doivent informer le siège social de la WNBA de leur intention de participer à la draft au plus tard 10 jours avant la date de la draft et doivent renoncer à toute admissibilité au collège pour le faire. Un calendrier de notification séparé est prévu pour les joueuses impliqués dans les tournois d’après-saison (notamment le tournoi de la division I de la NCAA); ces joueuses (normalement) doivent se déclarer pour la draft dans les 24 heures suivant leur match final.
Les "joueuses internationaux" sont définis comme ceux pour qui toutes les affirmations suivantes sont vraies:
- Né et résidant actuellement à l’extérieur des États-Unis.
- N'a jamais "exercé l’éligibilité au basketball interuniversitaire" aux États-Unis.

Pour les "joueuses internationaux", l'âge d'éligibilité est de 20 ans, également mesuré au 31 décembre de l'année de la draft.

## Loterie de la draft
| Équipe                      | Bilan 2019-2020 | Bilan 2020 | Chances à la loterie | Choix | Choix | Choix | Choix | Choix |
| Équipe                      | Bilan 2019-2020 | Bilan 2020 | Chances à la loterie | 1er   | 2e    | 3e    | 4e    |       |
| --------------------------- | --------------- | ---------- | -------------------- | ----- | ----- | ----- | ----- | ----- |
| Liberty de New York         | 12-44           | 02-20      | 44,2 %               |       |       |       |       |       |
| Dream d'Atlanta             | 15-41           | 07-15      | 27,6 %               |       |       |       |       |       |
| Wings de Dallas             | 18-38           | 08-14      | 17,8 %               |       |       |       |       |       |
| Fever de l'Indiana          | 19-37           | 07-27      | 10,4 %               |       |       |       |       |       |
| en jaune l’équipe désignée. |                 |            |                      |       |       |       |       |       |

La 20e loterie de la draft  WNBA se tient le 4 décembre 2020 et voit le Liberty de New York hériter du premier choix pour la seconde année consécutive, devant les Wings de Dallas, le Dream d'Atlanta puis le Fever de l'Indiana,.

## Transactions
Le 11 février 2020, le Mercury de Phoenix transfère DeWanna Bonner au Sun du Connecticut contre les 7e et 10e choix de la draft 2020 et le premier tour du Mercury de la draft 2021.
Le 12 février 2020, les Wings de Dallas transfèrent Skylar Diggins-Smith au Mercury de Phoenix contre les 5e et 7e choix de la draft 2020 WNBA ainsi que le premier tour de la draft 2021  de Phoenix. Les Wings envoient ce premier choix de la draft 2021 au Sky de Chicago contre Astou Ndour.
Le 14 février 2020, le Sky de Chicago acquiert Azurá Stevens aux Wings de Dallas contre Katie Lou Samuelson et leur premier tour de la draft 2021.
Le 19 février 2020, le Dream transfère Jessica Breland et Nia Coffey au Mercury de Phoenix contre Courtney Williams venue du Sun du Connecticut avec un deuxième tour de la draft 2020. Le Mercury envoie au Sun Briann January et leur deuxième tour de la draft 2021.
Le 24 février 2020, le Sun du Connecticut acquiert au Storm Kaleena Mosqueda-Lewis contre leur deuxième tour de la draft 2021.
Le 25 février 2020, Rachel Banham est échangée par le Sun du Connecticut avec le Lynx du Minnesota contre leur deuxième tour de la draft 2021.
Le 6 mars 2020, le Fever de l'Indiana acquiert le 14e choix de la draft 2020  du Lynx contre le troisième choix de la draft 2021 du Lynx contre Shenise Johnson et le 16e choix de la draft 2020.
Le 15 avril 2020, le Liberty de New York acquiert Shatori Walker-Kimbrough, le premier choix de la draft 2021, le deuxième et le troisième tours des Mystics de Washington en échange de Tina Charles. Le Liberty acquiert Tayler Hill ainsi que le 9e et le 15e choix de la draft 2020 des Wings contre le premier choix 2021 des Mystics et leur deuxième tour de la draft 2021.
Le 26 mai 2020, les Sparks de Los Angeles acquièrent Kristine Anigwe et le troisième tour de la draft 2021 des Wings de Dallas contre le deuxième tour de la draft 2021 des Wings.
Le 30 août 2020, Stephanie Mavunga est transférée par le Fever de l'Indiana au Sky de Chicago contre Jantel Lavender et deux choix de la draft 2021 (un second et un troisième tours).
Le 10 février 2021, Natasha Howard est transférée par le Storm de Seattle au Liberty de New York contre leur premier choix de la draft 2021 leur second tour de la draft WNBA 2022 ainsi que le premier tour de la draft 2022 de Phoenix. Le premier choix 2022 du Mercury avait été envoyé au Lynx contre Mikiah Herbert-Harrigan et le premier choix 2021 envoyé à Dallas contre Katie Lou Samuelson et le deuxième de tour Dallas pour 2022. Le même jour, le Liberty acquiert le 6e choix de la draft 2021 WNBA et le premier de la draft 2022 du Mercury contre Kia Nurse et Megan Walker.
Le 9 février 2021, le Sky de Chicago acquiert le the 16e choix des Wings de Dallas contre le deuxième tour de la draft 2022.
Le 15 février 2021, le Fever acquiert aux Aces Lindsay Allen et le 24e choix de la draft 2021 contre leur 14e choix de 2021. Le Fever transfère son deuxième tour de la draft 2022 WNBA au Lynx contre leur premier et troisième tours de 2022 draft, Odyssey Sims et les droits exclusifs de Temi Fagbenle.
Le 21 février 2021, les Sparks de Los Angeles transfèrent Marina Mabrey aux Wings de Dallas contre leur deuxième tour de la draft 2021.

## Draft

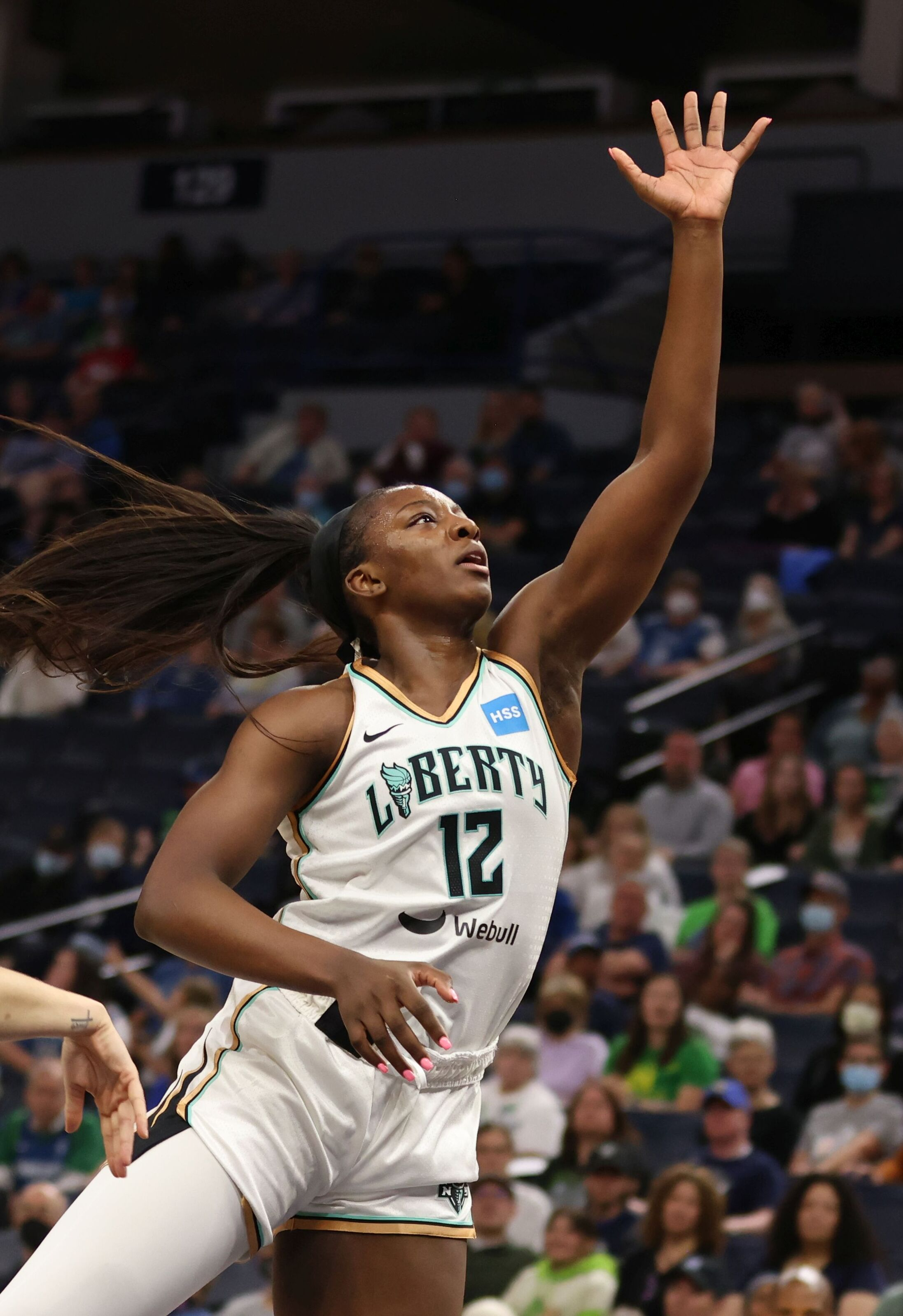
Michaela Onyenwere, 6e choix de la Draft 2021

### Légende
|   | Signale une joueuse qui a été intronisé au Basketball Hall of Fame                                                         |
|   | Signale une joueuse qui a été sélectionnée pour au moins un match annuel WNBA All-Star Game et une sélection All-WNBA Team |
|   | Signale une joueuse qui a été sélectionnée pour au moins un match annuel WNBA All-Star Game                                |
|   | Signale une joueuse qui a été sélectionnée pour au moins une sélection All-WNBA Team                                       |
| R | Signale la joueuse qui a remporté le titre de WNBA Rookie of the Year                                                      |

### Premier tour
| Choix | Nom                  | Position      | Nationalité | Équipe                                         | Provenance                    |
| ----- | -------------------- | ------------- | ----------- | ---------------------------------------------- | ----------------------------- |
| 1     | Charli Collier       | Ailière forte | États-Unis  | Wings de Dallas (via le Storm et le Liberty)   | Texas                         |
| 2     | Awak Kuier           | Pivot         | Finlande    | Wings de Dallas                                | Virtus Eirene Raguse (Italie) |
| 3     | Aari McDonald        | Arrière       | États-Unis  | Dream d'Atlanta                                | Arizona                       |
| 4     | Kysre Gondrezick     | Arrière       | États-Unis  | Fever de l'Indiana                             | West Virginia                 |
| 5     | Chelsea Dungee       | Arrière       | États-Unis  | Wings de Dallas (via les Mystics)              | Arkansas                      |
| 6     | Michaela Onyenwere R | Ailière       | États-Unis  | Liberty de New York (via le Sun et le Mercury) | UCLA                          |
| 7     | Jasmine Walker       | Ailière forte | États-Unis  | Wings de Dallas (via le Sky)                   | Alabama                       |
| 8     | Shyla Heal           | Meneuse       | Australie   | Sky de Chicago (via le Mercury)                | Townsville Fire (Australie)   |
| 9     | Rennia Davis         | Ailière       | États-Unis  | Lynx du Minnesota                              | Tennessee                     |
| 10    | Stephanie Watts      | Meneuse       | États-Unis  | Sparks de Los Angeles                          | North Carolina                |
| 11    | Aaliyah Wilson       | Meneuse       | États-Unis  | Storm de Seattle                               | Texas A&M                     |
| 12    | Iliana Rupert        | Ailière forte | France      | Aces de Las Vegas                              | Tango Bourges Basket (France) |

### Deuxième tour
| Choix | Nom                | Position      | Nationalité | Équipe                                       | Provenance           |
| ----- | ------------------ | ------------- | ----------- | -------------------------------------------- | -------------------- |
| 13    | Dana Evans (en)    | Arrière       | États-Unis  | Wings de Dallas (via le Liberty)             | Louisville           |
| 14    | Destiny Slocum     | Meneuse       | États-Unis  | Aces de Las Vegas (via le Fever)             | Arkansas             |
| 15    | Raquel Carrera     | Ailière forte | Espagne     | Dream d'Atlanta                              | Valence BC (Espagne) |
| 16    | Natasha Mack (en)  | Ailière       | États-Unis  | Sky de Chicago (via les Sparks et les Wings) | Oklahoma State       |
| 17    | DiDi Richards (en) | Arrière       | États-Unis  | Liberty de New York (via les Mystics)        | Baylor               |
| 18    | Kiana Williams     | Meneuse       | États-Unis  | Storm de Seattle (via le Sun)                | Stanford             |
| 19    | Unique Thompson    | Ailière       | États-Unis  | Fever de l'Indiana (via le Sky)              | Auburn               |
| 20    | DiJonai Carrington | Arrière       | États-Unis  | Sun du Connecticut (via le Mercury)          | Baylor               |
| 21    | Micaela Kelly      | Meneuse       | États-Unis  | Sun du Connecticut (via le Lynx)             | Central Michigan     |
| 22    | Arella Guirantes   | Meneuse       | Porto Rico  | Sparks de Los Angeles                        | Rutgers              |
| 23    | N'dea Jones        | Ailière forte | États-Unis  | Storm de Seattle                             | Texas A&M            |
| 24    | Trinity Baptiste   | Ailière       | États-Unis  | Fever de l'Indiana (via les Aces)            | Arizona              |

### Troisième tour
| Choix | Nom              | Position | Nationalité | Équipe                                | Provenance                  |
| ----- | ---------------- | -------- | ----------- | ------------------------------------- | --------------------------- |
| 25    | Valerie Higgins  | Arrière  | États-Unis  | Liberty de New York                   | Pacifique                   |
| 26    | Chelsey Perry    | Ailière  | États-Unis  | Fever de l'Indiana                    | UT Martin                   |
| 27    | Lindsey Pulliam  | Meneuse  | États-Unis  | Dream d'Atlanta                       | Northwestern                |
| 28    | Ivana Raca (sr)  | Arrière  | Serbie      | Sparks de Los Angeles (via les Wings) | Wake Forest                 |
| 29    | Marine Fauthoux  | Meneuse  | France      | Liberty de New York (via les Mystics) | LDLC ASVEL féminin (France) |
| 30    | Aleah Goodman    | Meneuse  | États-Unis  | Sun du Connecticut                    | Oregon State                |
| 31    | Florencia Chagas | Meneuse  | Argentine   | Wings de Dallas (via le Sky)          | USE Empoli (Italie)         |
| 32    | Ciera Johnson    | Pivot    | États-Unis  | Mercury de Phoenix                    | Texas A&M                   |
| 33    | Maya Caldwell    | Meneuse  | États-Unis  | Fever de l'Indiana (via le Lynx)      | Géorgie                     |
| 34    | Aina Ayuso       | Meneuse  | Espagne     | Sparks de Los Angeles                 | Basket Saragosse (Espagne)  |
| 35    | Natalie Kucowski | Ailière  | États-Unis  | Storm de Seattle                      | Lafayette                   |
| 36    | Kionna Jeter     | Meneuse  | États-Unis  | Aces de Las Vegas                     | Towson                      |